# Norfolk Rhapsodies
Le Norfolk Rhapsodies sono tre rapsodie orchestrali di Ralph Vaughan Williams.
Sono basate su canzoni popolari che Vaughan Williams raccolse nella contea inglese di Norfolk, in particolare nel porto di King's Lynn nel gennaio 1905. Solo la prima rapsodia sopravvisse nella sua interezza, essendo stata revisionata dal compositore nel 1914. La seconda esiste in forma frammentaria, ed è stata completata da altri. La terza è perduta.
Le tre rapsodie insieme furono erano originariamente destinate a formare una sorta di sinfonia-folk. La Prima Rapsodia corrispondeva al primo movimento, la Seconda combinava il secondo e il terzo movimento della sinfonia, con lo scherzo che occupava un episodio inserito nel movimento lento. La Terza era il finale, con quattro pezzi combinati come una veloce marcia e trio.

## Norfolk Rhapsody n. 1 in mi minore
La prima Rapsodia fu scritta nel 1906, e revisionata nel 1914. Fu eseguita per la prima volta a Londra nell'agosto 1906 diretta da Henry Wood, e successivamente è stata sostanzialmente riveduta per un'esecuzione a Bournemouth nel maggio 1914. Inizia con un'introduzione basata su due canzoni, "The Captain's Apprentice" e "The Bold Young Sailor", seguito dal movimento allegro principale, utilizzando tre canzoni; "A Basket of Eggs", "On Board a Ninety-eight" e "Ward, the Pirate". Vaughan Williams raccolse molte di queste canzoni nel nord-est di King's Lynn, che ospitava la maggior parte della comunità di pescatori del porto.

## Norfolk Rhapsody n. 2 re minore
Questa Rapsodia utilizza "Young Henry the Poacher", "Spurn Point" e "Ward, the Pirate", già presentate nella prima Rapsodia. Le pagine finali sono perse, ma sono state ricostruite da Stephen Hogger.
La seconda e terza rapsodia vennero eseguite insieme sotto la bacchetta del compositore al Festival di Cardiff nel settembre 1907 e successivamente a Londra nell'aprile 1912, ma furono poi ritirate. Vaughan Williams non pubblicò la Seconda Rapsodia, e sembra che la ritirò al momento della vasta revisione della Prima nel 1914, riutilizzando parte del materiale per i Six Studies in English Folk Song (1926). Tuttavia, la partitura manoscritta sopravvisse ad eccezione delle ultime due pagine. Il finale mancante è stato ricostruito nel 2002 da Stephen Hogger per una registrazione in CD della London Symphony Orchestra diretta da Richard Hickox. Anche se questa registrazione era apparentemente consentita dall'RVW Society con l'intesa che sarebbe un'"esumazione una tantum", la stessa orchestra e direttore hanno ripristinato la partitura con un'esecuzione pubblica per il Musicians' Benevolent Fund Royal Concert presso il Barbican Centre nel 2004.

## Norfolk Rhapsody n. 3
Questo rapsodia fu interamente scartata dal 1920, ed è ormai perduta.
La Ralph Vaughan Williams Society commissionò a David Matthews di comporre una nuova opera basata sulle annotazioni di W.A. Morgan del 1907 per la terza rapsodia perduta. La Norfolk March è stata presentata in anteprima all'English Music Festival nel 2016.